# Patrick Dunn

Bischofswappen von Patrick James Dunn

Patrick James Dunn (* 5. Februar 1950 in London, Großbritannien) ist ein englischer Geistlicher und emeritierter römisch-katholischer Bischof von Auckland.

## Leben
Patrick James Dunn empfing am 24. April 1976 durch den Bischof von Auckland, John Mackey, das Sakrament der Priesterweihe. 1992 wurde er persönlicher Sekretär von Mackeys Nachfolger Denis Browne.
Am 10. Juni 1994 ernannte ihn Papst Johannes Paul II. zum Titularbischof von Fesseë und bestellte ihn zum Weihbischof in Auckland. Der Bischof von Auckland, Denis Browne, spendete ihm am 25. Juli desselben Jahres die Bischofsweihe; Mitkonsekratoren waren der Erzbischof von Wellington, Thomas Stafford Kardinal Williams, und der Weihbischof in Auckland, John Hubert Macey Rodgers SM. Am 19. Dezember 1994 ernannte ihn Johannes Paul II. zum Bischof von Auckland. Die Amtseinführung erfolgte am 29. März 1995. Er war von 2012 bis 2016 Generalsekretär und von 2016 bis 2020 Präsident der neuseeländischen Bischofskonferenz.
Am 17. Dezember 2021 nahm Papst Franziskus das von Patrick Dunn vorgebrachte Rücktrittsgesuch an.

### Ritterorden vom Heiligen Grab zu Jerusalem
2015 wurde er von Kardinal-Großmeister Edwin Frederick Kardinal O’Brien zum Großoffizier des Päpstlichen Ritterordens vom Heiligen Grab zu Jerusalem ernannt und im Juli 2015 zum Großprior der neu gegründeten Magistraldelegation Neuseeland des Ritterordens vom Heiligen Grab zu Jerusalem bestellt. 2022 folgte ihm Stephen Marmion Lowe. Zudem wurde er zum Ehrengroßprior ernannt und für sein Wirken im Heiligen Land sowie in der Ortskirche mit der Goldenen Palme von Jerusalem ausgezeichnet.